# Григорівський десант
Григо́рівський деса́нт — успішна тактична операція, морський десант, здійснений радянськими військами під час оборони Одеси 22 вересня 1941 року з метою сприяння Приморській армії в розгромі угруповання румунських військ, які наступали на Одесу з району Гільдендорфу і Фонтанки.

## Обстановка на вересень 1941
В серпні-вересні 1941 року в районі Одеси склалося важке становище: в результаті запеклих боїв наприкінці серпня румунські війська потіснили частини Одеського оборонного району (ООР) в його східному секторі. Румунські дивізії знаходились на відстані 10-12 км від міста. Артилерійські батареї встановлені поблизу Чабанки та Гільдендорфу вели вогонь по місту, порту і вхідному фарватеру. Придушення батарей противника ударами авіації і вогнем корабельної і польової артилерії виявилося малоефективним.

## Задум операції
З метою покращення оборонних позицій військ Одеського оборонного району на правому фланзі оборони та ліквідації румунських далекобійних артилерійських батарей було ухвалене рішення провести комбіновану наземно-морську контрнаступальну операцію, яка включала в себе узгоджений удар 157-ї та 421-ї стрілецьких дивізій по позиціях 13-ї і 15-ї піхотних дивізій румунів з одночасним комбінованим повітряно-морським десантом в найближчий тил румунських військ: в районі села Григорівка в тил румунським дивізіям мав висадитися 3-й морський полк, а в район висоти 57,3 (північніше колишнього села Шицлі — на північ нинішнього с. Змієнкове та південний захід від с. Булдинка) планувалося висадити парашутний десант чисельністю до взводу для дезорганізації управління військами противника. У зв'язку з тим, що авіація не могла забезпечити панування в повітрі, було вирішити здійснити висадку десанту не на світанку, а вночі.

## Залучені сили
Сили десанту: 3-й морський полк (командир капітан К. М. Корень) і парашутно-десантна група. Полк, включав в себе три батальйони морської піхоти загальною чисельністю 1920 чоловік — головним чином червонофлотців-запасників і добровольців зі складу екіпажів кораблів і частин Севастопольського гарнізону та мінометну батарею (дев'ять 82-мм мінометів зразка 1938 року). Парашутно-десантна група чисельністю 23 чоловіки була також сформована в Севастополі. Група формувалася з червонофлотців, які служили у авіаційних частинах Чорноморського флоту. Командування розраховувало, що до парашутної групи будуть відібрані військовослужбовці, які мають повітряно-десантну підготовку, тому парашутних тренувань не проводили.

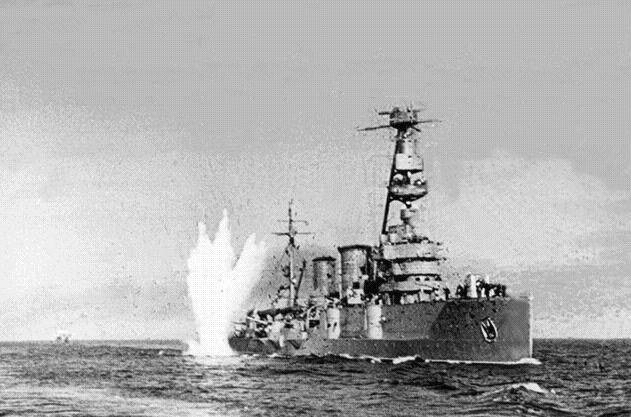
Крейсер «Красний Крим»

Десантно-висадочні засоби: канонерський човен «Красная Грузія» (рос. «Красная Грузия», колишній десантний корабель типу «Ельпідіфор»), буксир «Алупка», 22 малі катери — сторожові катери типу «МО» і рейдові катери типу «КМ», 10 самохідних баркасів одеської військово-морської бази.
Загін кораблів вогневої підтримки: легкі крейсери «Красний Крим» (рос. «Красный Крым», командир капітан 2 рангу А. І. Зубков), «Красний Кавказ» (рос. ««Красный Кавказ»», командир капітан 2 рангу О. М. Гущин), дивізіон ескадренних міноносців під командуванням капітана 2 рангу Б. А. Пермського — есмінці «Бойкій» (рос. «Бойкий»), «Бєзупрєчний» (рос. «Безупречный»), «Бєспощадний» (рос. «Беспощадный»). Через відсутність спеціалізованих десантних кораблів доставка десанту з Севастополя в район висадки здійснювалася кораблями ЗКВП.
Авіаційну підтримку здійснювали 63-я бомбардувальна авіабригада ЧФ, 69-й винищувальний авіаполк ООР.
Планування і підготовку операції очолював контр-адмірал Л. А. Владимирський. Безпосереднє керівництво операцією здійснював командир бригади крейсерів контр-адмірал С. Г. Горшков.

## Хід і результати операції

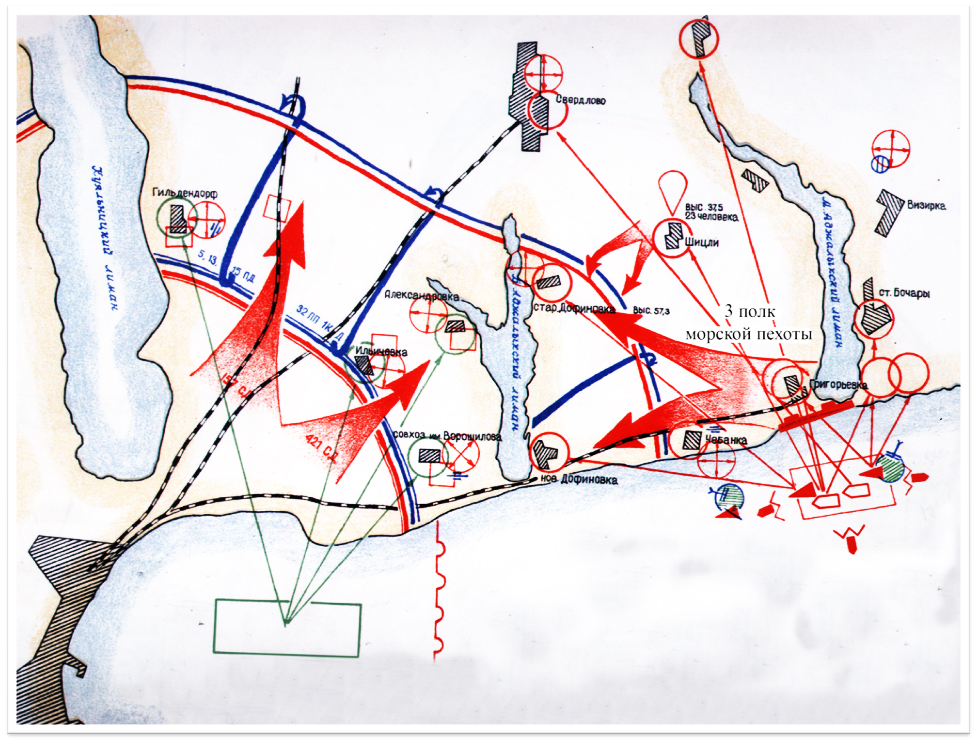
Контрнаступальна операція ООР і Григорівський десант 22 вересня 1941. Карта операції.

Десантний загін (ДесЗ) в складі крейсерів «Красний Крим» і «Красний Кавказ» з морськими піхотинцями на борту та есмінців вийшов з Севастополя в напрямку Одеси о 13:30 21 вересня. Авіаційне прикриття кораблів здійснювали дві пари винищувачів І-16 та гідролітаків МБР-2. Об 1:14 22 вересня, кораблі вийшли в точку зустрічі з загонами висадочних засобів та вогневої підтримки десанту, в 15 — 20 кабельтових від берега на траверсі села Григорівка.
С. Г. Горшков вирішив почати висадку за планом, не чекаючи підходу інших корабельних загонів, і використовувати для висадки першої хвилі десанту корабельні баркаси і шлюпки. О 1:21 кораблі ЗКВП розпочали артпідготовку. Висадка першої хвилі десанту розпочалась о 1:33. Перший ешелон дістався берега через 25-30 хвилин із захопив плацдарм висадки для наступних десантних груп. Тим часом кораблі поставили вогневу завісу на флангах і по фронту ділянки висадки.
На три хвилини раніше початку висадки морського десанту, о 1:30 в район висоти 57,3 (н. п.  Шицлі) в тилу противника з літака ТБ-3 був висаджений повітряний десант який, після декількох годин бою з'єднався з морським десантом. Висадка морського десанту булла завершена приблизно о 5:30 ранку.
Сили десанту відразу розгорнули наступ на позиції румунських військ в напрямках: 1-й батальйон Чабанка — Нова Дофінівка, 3-й батальйон Шицлі — Стара Дофінівка. 2-й батальйон складав другий ешелон наступу, перебуваючи у резерві. Десант за підтримки корабельної артилерії — есмінців «Бойкій», «Бєзупрєчний», «Бєспощадний», а також штурмової, бомбардувальної та винищувальної авіації до 18:00 22 вересня потіснив противника та вийшов на рубіж Чабанка — висота 57,3 — Стара Дофінівка — Нова Дофіновка. До ранку 23 вересня підрозділи десанту з'єднались з частинами 421-ї дивізії, знищивши близько 200 румунських солдатів та офіцерів, захопив чотирьохгарматну далекобійну артилерійську батарею. Втрати морського полку без урахування парашутистів склали 29 убитих та 407 поранених.
В результаті комбінованої операції були повністю розгромлені 13-а і 15-а румунські піхотні дивізії, румунські війська були відкинуті в східному секторі оборони Одеси на 5-8 кілометрів на північний схід, втративши при цьому, як далекобійну артилерію, так і можливість вести артилерійський вогонь по місту і порту. Противник втратив понад дві тисячі чоловік тільки убитими і полоненими. Морськими піхотинцями і стрілецькими дивізіями ООРу в ході боїв було захоплено 6 танків і танкеток, 39 гармат, 15 мінометів, 127 ручних і станкових кулеметів, понад 1100 гвинтівок і автоматів, а також багато боєприпасів, військового майна і техніки. Ударами авіації по аеродромам противника було знищено до 20 літаків.